# Stážisti
Stážisti (v anglickém originále The Internship) je americká filmová komedie z roku 2013, kterou natočil režisér Shawn Levy pro společnost Fox. Duo komiků Vince Vaughn a Owen Wilson v něm vystupuje jako bývalí zaměstnanci zkrachovalé firmy, kteří se i přes svou počítačovou negramotnost přihlásí do soutěže stážistů o stabilní pracovní místo v IT společnosti Google.

## Produkce
Produkčně se na filmu podílely společnosti 21 Laps Entertainment a Wild West Picture Show. Scénář napsal sám Vaughn a upravil jej Jared Stern. Natáčení začalo 9. července 2012 a probíhalo asi dva a půl měsíce na atlantské Georgia Tech i v sanfranciském sídle Googlu.
V květnu 2012 ohlásila společnost Fox zamýšlený termín premiéry 28. června 2013 a v říjnu 2012 datum posunula o tři týdny dopředu. Do amerických kin byl tedy snímek uveden 7. června 2013. Během prvního víkendu vydělal na tržbách 18,1 milionu dolarů, což ho umístilo na 4. místo v tržbami měřené návštěvnosti. Do českých kin jej uvedla společnost CinemArt 11. července téhož roku.

## Obsazení
| Vince Vaughn     | Billy McMahon                                          |
| Owen Wilson      | Nick Campbell                                          |
| Rose Byrneová    | Dana Simmsová, manažerka Googlu                        |
| Max Minghella    | Graham Hawtrey, ambiciózní vůdce konkurenčního týmu    |
| Aasif Mandvi     | Roger Chetty, ředitel programu stážistů                |
| Josh Brener      | Lyle Spaulding, lektor Billyho a Nickova týmu stážistů |
| Dylan O'Brien    | Stuart Twombly, člen týmu                              |
| Tobit Raphael    | Yo-Yo Santos, člen týmu                                |
| Tiya Sircarová   | Neha Patelová, členka týmu                             |
| Jessica Szohrová | Marielena Gutierrezová, tanečnice                      |
| Josh Gad         | Andrew „Sluchadlo“ Anderson, zaměstnanec Googlu        |
| Eric Andre       | Sid, zaměstnanec Googlu                                |
| John Goodman     | Sammy Boscoe, Billyho a Nickův bývalý šéf              |
| Will Ferell      | Kevin, prodejce matrací a Nickův švagr                 |